# Shoemaker (cráter)

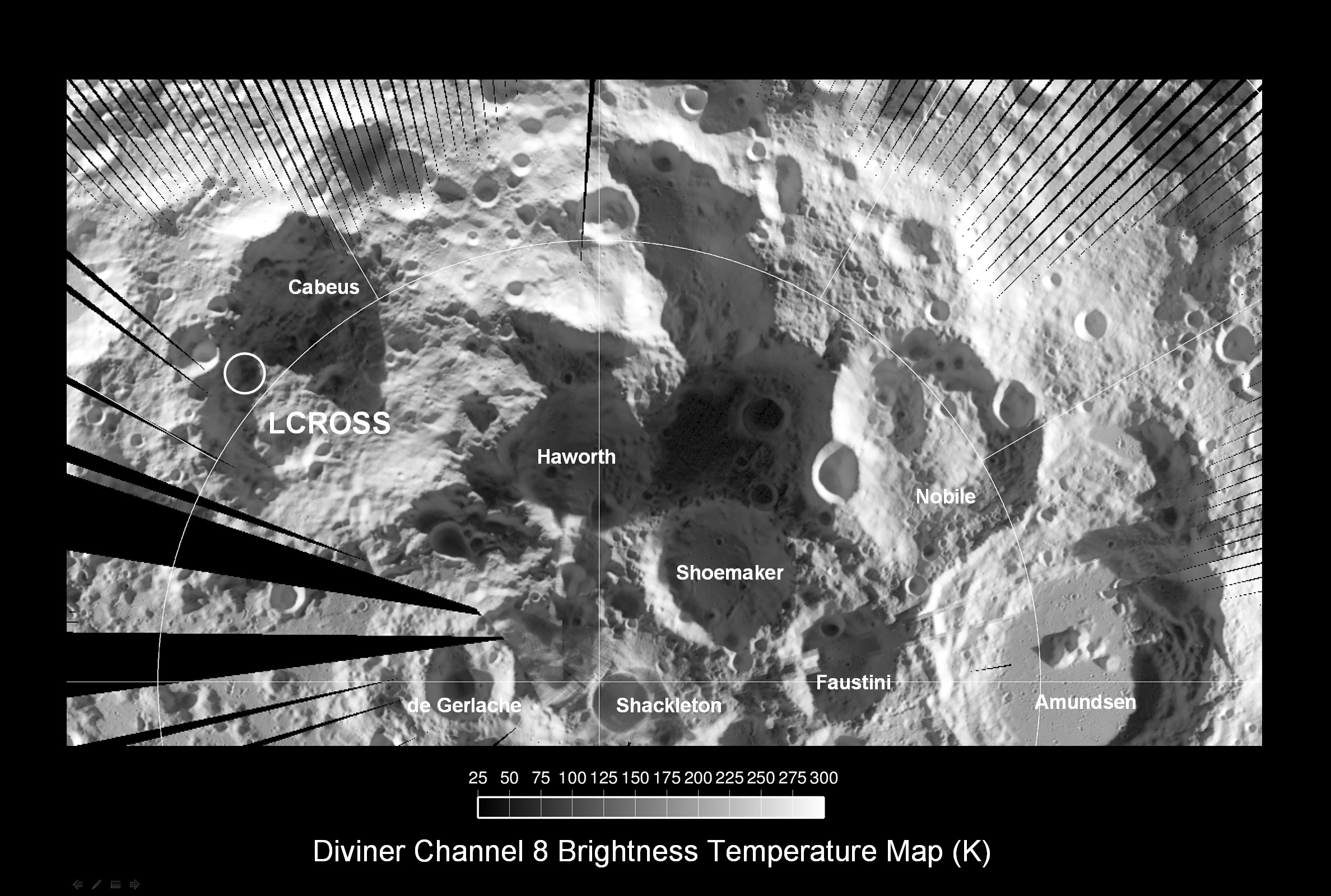
Polo sur lunar cartografiado por el instrumental Diviner del LRO. Shoemaker aparece en el centro de parte inferior de la imagen. Foto NASA.

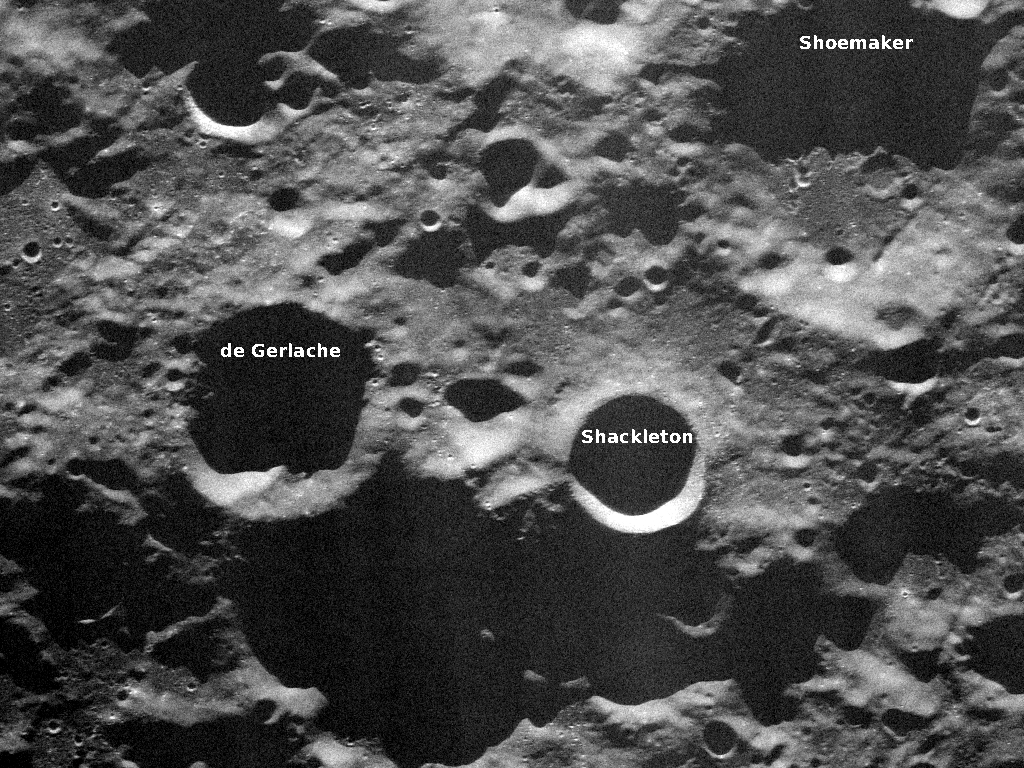
Entorno de Shoemaker (esquina superior derecha). Imagen compuesta a partir de análisis por radar

Shoemaker es un cráter de impacto que se encuentra cerca del polo sur de la Luna, a medio diámetro del cráter Shackleton. Se encuentra al sur del cráter Malapert, al este de Haworth, y justo al oeste de Faustini, de tamaño similar. El borde de Shoemaker es circular y desgastado, con algunos cráteres pequeños en la pared interna. Debido a la falta de iluminación (es un cráter de oscuridad eterna), el albedo de la superficie del suelo interior sigue siendo desconocido.
|  |

Antes de recibir su nombre actual por decisión de la UAI, esta formación había sido nombrada informalmente como Mawson (en memoria del explorador antártico Douglas Mawson). El cráter fue nombrado oficialmente Shoemaker en honor de Eugene Shoemaker, el geólogo parte de cuyas cenizas estaban a bordo de la nave espacial Lunar Prospector que impactó contra el suelo de este cráter.

## Depósitos helados
Este cráter llegó a ser de interés para los científicos cuando el Lunar Prospector detectó concentraciones inusualmente altas de hidrógeno en el suelo de este y de otros cráteres cercanos usando un espectrómetro de neutrones. El suelo de este cráter se mantiene permanentemente en la sombra respecto a la luz del Sol, y por lo tanto su temperatura permanece por debajo de 100 K. Así, el suelo forma una trampa fría, y cualquier molécula de agua que pase por el cráter procedente de impactos de aerolitos, puede depositarse en el suelo y permanecer allí casi permanentemente. Los instrumentos a bordo del Lunar Prospector dieron una concentración de aproximadamente 146 ppm de hidrógeno, en comparación con 50 ppm para la superficie lunar media.
La topografía de este cráter se midió posteriormente usando la antena Goldstone de 70 metros, barriéndolo  con ondas de radar de 3,5 cm. Dos antenas de 34 metros, localizadas a 20 kilómetros de distancia, recibieron los ecos, y los resultados se utilizaron para generar un mapa topográfico con una resolución de 150 m.
El 31 de julio de 1999, la nave Lunar Prospector se estrelló deliberadamente en el suelo de este cráter para determinar si se podría detectar una nube de vapor de agua. La presunta presencia de hielo de agua y el borde poco profundo de este cráter lo convirtieron en un objetivo adecuado para este experimento. Sin embargo, el resultado no tuvo éxito. Las pruebas posteriores no han podido confirmar la presencia de agua en el suelo del cráter, por lo que es probable que el hidrógeno que se encuentra en el fondo del cráter resulte más difícil de extraer de lo que se esperaba originalmente.